# وولفبورو فالز (نیوهمپشایر)
وولفبورو فالز (به انگلیسی: Wolfeboro Falls) یک منطقهٔ مسکونی در ایالات متحده آمریکا است که در شهرستان کارول، نیوهمپشایر واقع شده‌است. وولفبورو فالز ۱۵۷٫۸۹ متر بالاتر از سطح دریا قرار دارد.